# Dr. Ignacio Prieto
Ignacio Prieto (León, México, 1872 - Ciudad de México, 16 de abril de 1930) fue un científico mexicano conocido por sus aportes en el campo de la anatomía patológica y en la investigación de las causas del tifo exantemático. 

## Biografía
Estudió en la Escuela Nacional Preparatoria de la Ciudad de México de 1883 a 1885. Inició sus estudios de pregrado en la Escuela Nacional de Medicina en 1885 y los culminó en 1891. Dado que carecía de la edad para recibir el título profesional, no recibió su grado académico sino hasta 1893, después de haber cumplido 21 años. Su tesis de pregrado tuvo como título: «Intervención quirúrgica en los tuberculosos».
En 1896 fue nombrado médico internista del Hospital de San Andrés y en 1901 se presentó como candidato a una oposición para obtener la cátedra de Anatomía Microscópica e Histología en la Escuela Nacional de Medicina.
De 1904 a 1906 desempeñó el cargo de preparador ayudante de la clase de Anatomía Patológica en la Facultad. En 1906 fue nombrado jefe de la sección de Patología Experimental en el Instituto Patológico Nacional cargo que desempeñó hasta su clausura en 1914. Durante su estancia en el Instituto Patológico Nacional, realizó diversos trabajos de investigación, dentro de los que destacan investigaciones sobre tifo exantemático, hígado cirrótico, glándulas suprarrenales y cáncer. Publicó sus trabajos en artículos científicos y presentó sus hallazgos en diversos congresos nacionales e internacionales. Su último trabajo fue sobre consideraciones etiológicas del cáncer y lo presentó en el 7° Congreso Médico Latinoamericano, celebrado en la Ciudad de México en enero de 1930.
Fue profesor de la Escuela Nacional de Medicina, impartiendo cursos de anatomía patológica de 1915 a 1929, de anatomía microscópica, histología y embriología de 1917 a 1927 y de citología de 1926 a 1928. 
Asimismo, desde 1918 hasta 1924 se desempeñó como médico cirujano externo del Hospital General. Continuó en su cargo en la Escuela Nacional de Medicina, hasta su fallecimiento el 16 de abril de 1930. Tuvo como alumnos a Aquilino Villanueva, Francisco Osorio, Manuel Perea, Mariano Vázquez y José Aguilar Álvarez.
Perteneció a la Sociedad Mexicana de Cirugía y a la Academia Nacional de Medicina de México.

## Obras publicadas
- Intervención quirúrgica en los tuberculosos (1893)
- ¿El meconio es aseptico? (1904)
- Datos para establecer la Cirugía de las Hepatitis Crónicas[8] (1914)
- Consideraciones etiológicas del cáncer (1930)